# Aeroportul General Guadalupe Victoria
Aeroportul General Guadalupe Victoria (IATA: DGO, ICAO: MMDO) este un aeroport din Durango, Mexic ce deservește zona Victoria de Durango. Aeroportul a fost tranzitat în 2023 de 513.246 de pasageri. A fost numit după Guadalupe Victoria⁠(d).
Situat la o altitudine de 1.860 m, aeroportul dispune de 1 pistă. Este operat de Grupo Aeroportuario Centro Norte⁠(d).

## Infrastructură

### Piste
Aeroportul dispune de o singură pistă. Pista are orientarea 03/21. 